# メとメで伝心
「メとメで伝心」（メとメででんしん）はSO-FIの1枚目のシングル。

## 内容
SO-FIのデビューシングルで、「ライフカード」コマーシャルソング。
オリジナルアルバムには収録されずシングル発売から約10年後、オムニバスアルバム「vocal compilation 90's hits vol.2 〜female〜 at the BEING studio」でアルバム初収録となった。

## 収録曲
1. メとメで伝心
作詞：岩切玲子　作曲・編曲：大島こうすけ
2. もう情熱は止まらない
作詞：岩切玲子　作曲・編曲：大島こうすけ
3. メとメで伝心(inst.)

## 参加ミュージシャン
- 田川伸治 - ギター
- 勝田かず樹（DIMENSION） - アルトサックス
- 大黒摩季 - コーラス